# Dendrotriton
Genre
Dendrotriton  est un genre d'urodèles de la famille des Plethodontidae.

## Répartition
Les huit espèces de ce genre se rencontrent en Amérique centrale, du Sud-Ouest de l'État de Chiapas au Mexique jusqu'au Honduras.

## Liste d'espèces
Selon Amphibian Species of the World (8 avril 2014) :
- Dendrotriton bromeliacius (Schmidt, 1936)
- Dendrotriton chujorum Campbell, Smith, Streicher, Acevedo & Brodie, 2010
- Dendrotriton cuchumatanus (Lynch & Wake, 1975)
- Dendrotriton kekchiorum Campbell, Smith, Streicher, Acevedo & Brodie, 2010
- Dendrotriton megarhinus (Rabb, 1960)
- Dendrotriton rabbi (Lynch & Wake, 1975)
- Dendrotriton sanctibarbarus (McCranie & Wilson, 1997)
- Dendrotriton xolocalcae (Taylor, 1941)

## Étymologie
Le nom de ce genre est formé à partir des termes grecs dendros qui signifie « arbre » et triton terme générique pour tritons et salamandres, faisant référence aux mœurs arboricoles de ces espèces.

## Publication originale
- Wake & Elias, 1983 : New genera and a new species of Central American salamanders, with a review of the tropical genera (Amphibia, Caudata, Plethodontidae). Contributions in Science, Natural History Museum of Los Angeles County, no 345, p. 1-19 (texte intégral).